# Lapte
Lapte ist eine französische Gemeinde mit 1.774 Einwohnern (Stand: 1. Januar 2022) im Département Haute-Loire in der Region Auvergne-Rhône-Alpes. Sie gehört zum Arrondissement Yssingeaux und zum Kanton Yssingeaux.

## Geographie
Lapte liegt im Velay, einer Landschaft im französischen Zentralmassiv, etwa 30 Kilometer ostnordöstlich von Le Puy-en-Velay. Der Lignon du Velay und der See Lignon begrenzen die Gemeinde im Süden. Umgeben wird Lapte von den Nachbargemeinden Sainte-Sigolène im Norden, Saint-Pal-de-Mons im Nordosten, Raucoules im Osten, Montregard im Südosten, Tence im Süden und Südosten, Chenereilles im Süden, Saint-Jeures im Südwesten sowie Grazac im Westen.

## Bevölkerungsentwicklung
| Jahr                       | 1962 | 1968 | 1975 | 1982 | 1990 | 1999 | 2006 | 2017 |
| Einwohner                  | 1298 | 1260 | 1274 | 1163 | 1107 | 1253 | 1432 | 1715 |
| Quellen: Cassini und INSEE |      |      |      |      |      |      |      |      |

## Sehenswürdigkeiten

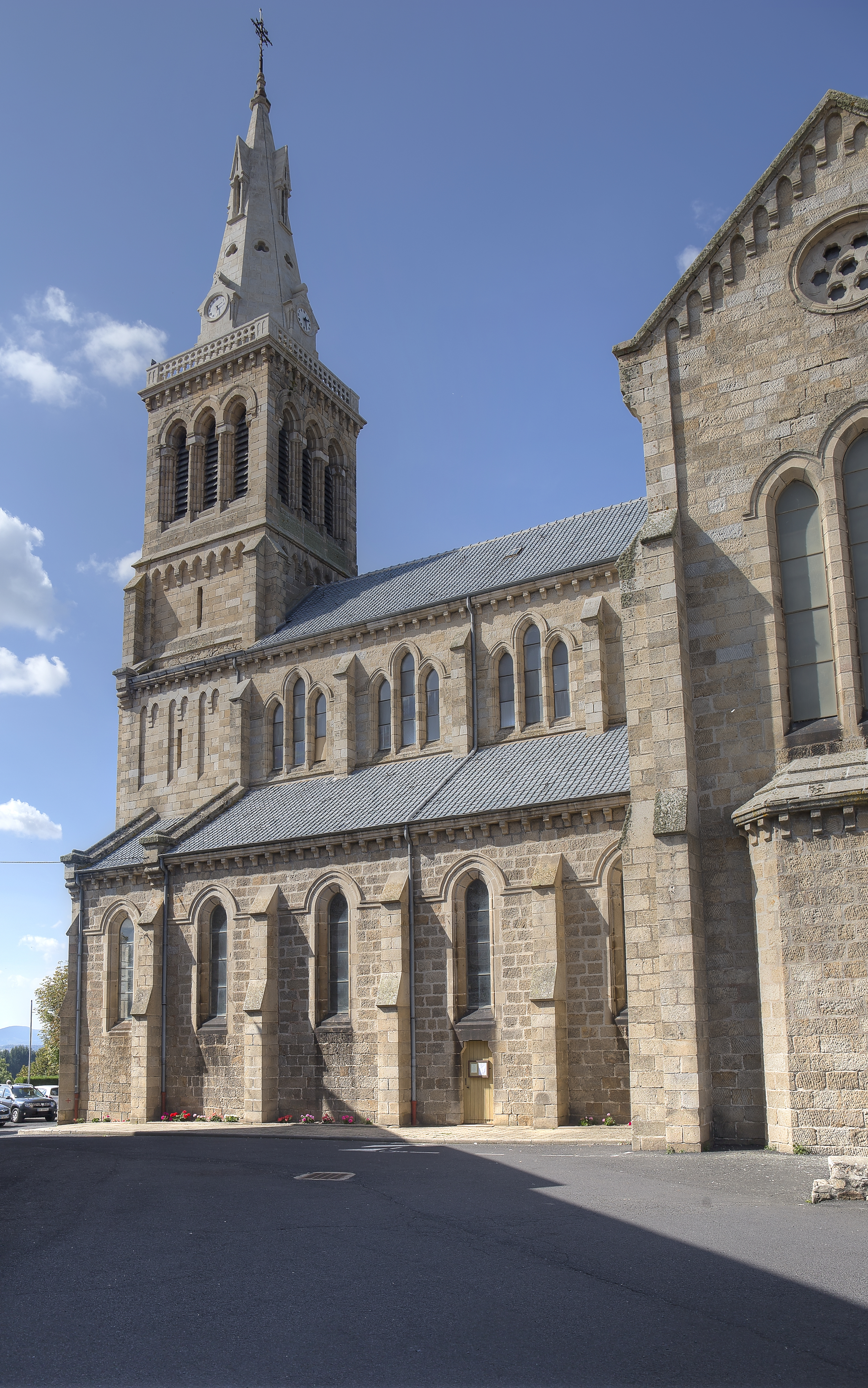
Kirche Saint-Jean

- Kirche Saint-Jean, seit 1998 Monument historique